# Psychotria compta
Psychotria compta är en måreväxtart som beskrevs av Paul Carpenter Standley. Psychotria compta ingår i släktet Psychotria och familjen måreväxter. Inga underarter finns listade i Catalogue of Life.